# 2 Hands
2 Hands è un singolo della cantante canadese Tate McRae, pubblicato il 14 novembre 2024 come secondo estratto dal terzo album in studio So Close to What.

## Video musicale

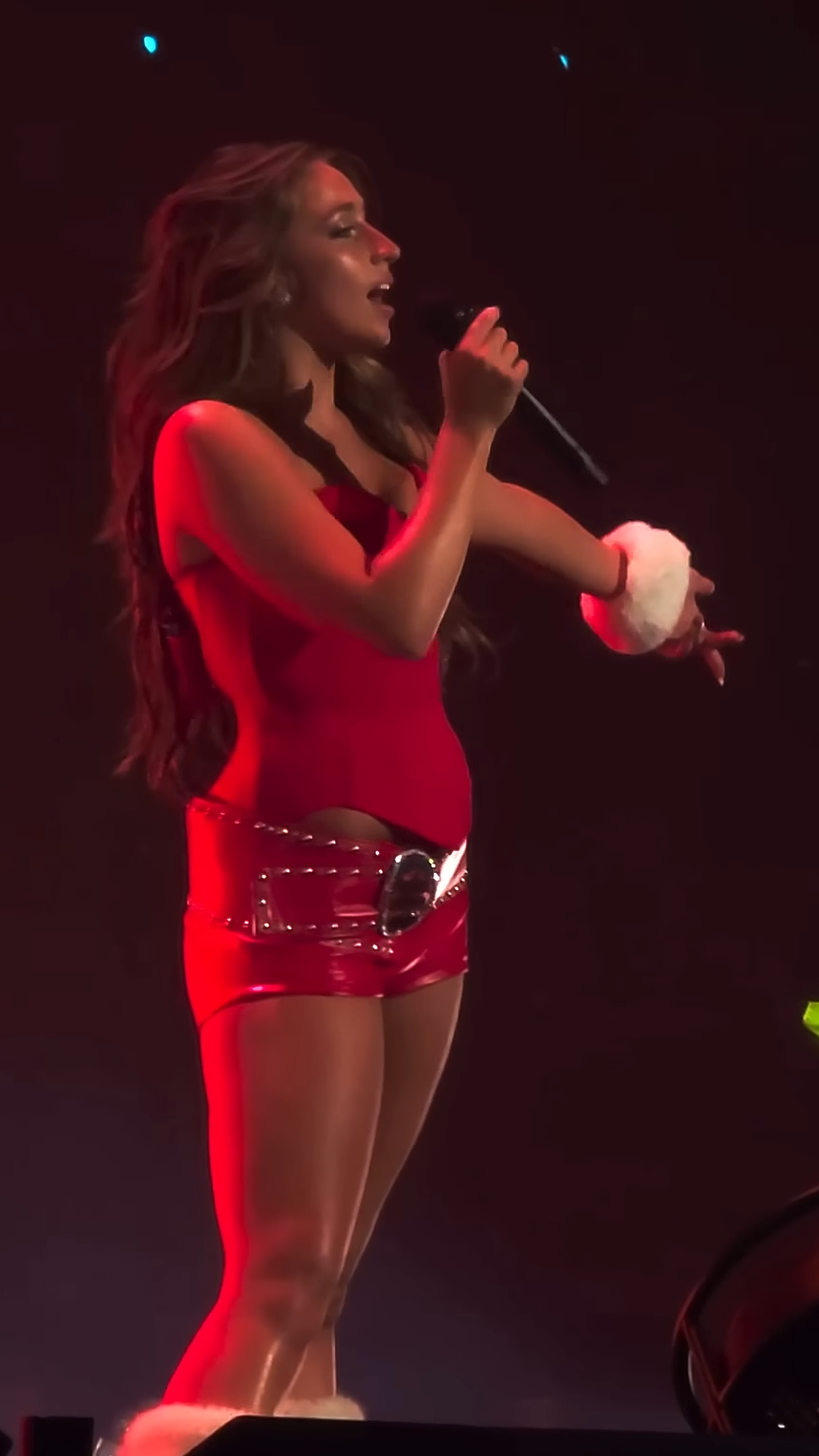
Tate McRae mentre si esibisce sulle note di 2 Hands al Jingle Ball di iHeartRadio, 13 dicembre 2024

Il video musicale, diretto da Bradley & Pablo, è stato reso disponibile in concomitanza con l'uscita del brano attraverso il canale YouTube dell'artista.

## Tracce
Testi e musiche di Tate McRae, Amy Allen, Ryan Tedder e Peter Rycroft.
1. 2 Hands – 3:01

## Classifiche
| Classifica (2024) | Posizione massima |
| ----------------- | ----------------- |
| Australia         | 14                |
| Canada            | 22                |
| Grecia            | 81                |
| Irlanda           | 6                 |
| Norvegia          | 21                |
| Nuova Zelanda     | 16                |
| Paesi Bassi       | 49                |
| Portogallo        | 97                |
| Regno Unito       | 8                 |
| Singapore         | 23                |
| Stati Uniti       | 41                |
| Svezia            | 54                |
| Svizzera          | 41                |